# Christian Gerhaher

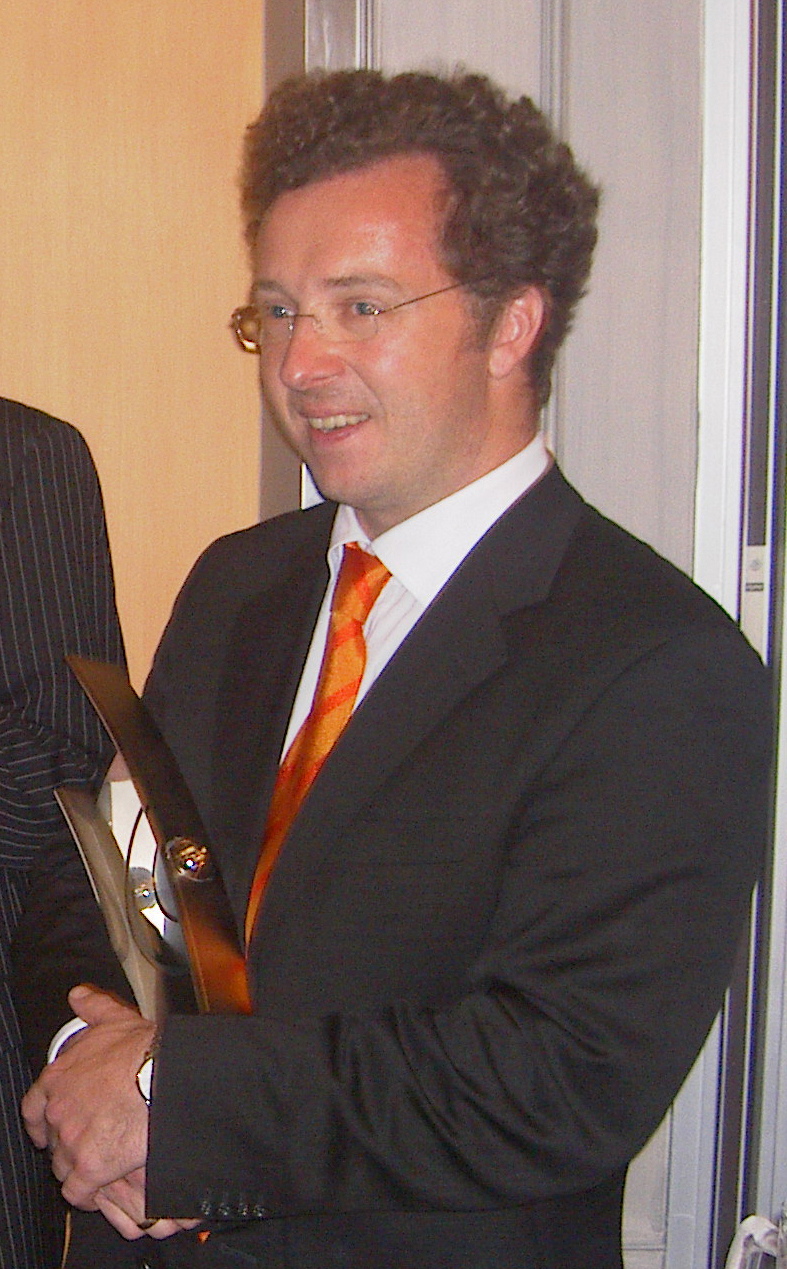
Christian Gerhaher bei der Echo-Verleihung (2004)

Christian Gerhaher (* 24. Juli 1969 in Straubing, Niederbayern) ist ein deutscher Lied-, Konzert- und Opernsänger (Bariton) sowie Professor an der Hochschule für Musik und Theater München.

## Leben und Wirken
Christian Gerhaher begann nach seinem Abitur am Straubinger Johannes-Turmair-Gymnasium ein Medizinstudium an der Universität München, das er 1998 mit der Promotion abschloss. Gleichzeitig studierte er Gesang bei Paul Kuën und Raimund Grumbach und besuchte die Opernschule der Musikhochschule München. Gemeinsam mit seinem heutigen festen Klavierbegleiter Gerold Huber studierte er dort auch Liedgesang bei Friedemann Berger und absolvierte Meisterkurse bei Dietrich Fischer-Dieskau, Elisabeth Schwarzkopf und Inge Borkh.
Seine ersten Solo-Debüts gab er 1998 u. a. im Kammermusiksaal der Carnegie Hall, und tritt seither international auf, zum Beispiel in der Londoner Wigmore Hall, im Concertgebouw Amsterdam, im Pariser Musée d’Orsay, der Kölner und Berliner Philharmonie, im Wiener Konzerthaus, im Wiener Musikverein und in der Alten Oper Frankfurt.
Er gastierte bei renommierten Festivals wie den Schwetzinger Festspielen, dem Rheingau Musik Festival, den Wiener Festwochen und dem Klangbogenfestival, dem Edinburgh Festival und dem Lucerne Festival und beim Schleswig-Holstein Musik Festival.
Gerhaher arbeitete regelmäßig mit Orchestern zusammen wie den Berliner Philharmonikern, den Wiener Philharmonikern dem Symphonieorchester des Bayerischen Rundfunks, der Concentus Musicus Wien dem Concertgebouw-Orchester, dem NHK Symphony Orchestra, dem Los Angeles Philharmonic Orchestra, dem Cleveland Orchestra und dem Chicago Symphony Orchestra unter der Leitung von Herbert Blomstedt, Nikolaus Harnoncourt, Neville Marriner, Helmuth Rilling, Heinz Holliger, Trevor Pinnock, Riccardo Muti, Simon Rattle, Kent Nagano, Riccardo Chailly, Mariss Jansons, Christian Thielemann, Daniel Harding, Gustavo Dudamel und anderen.
Neben seiner Arbeit im Konzert- und Liedbereich wirkt er in ausgewählten Opernproduktionen mit: 2005 übernahm er die Titelrolle in Monteverdis L’Orfeo an der Oper Frankfurt. 2006 war er als Papageno in der Zauberflöte unter der Leitung von Riccardo Muti erstmals bei den Salzburger Festspielen zu erleben. 2007 debütierte er als Wolfram in Richard Wagners Tannhäuser an der Oper Frankfurt; diese Rolle sang er außerdem 2009 am Teatro Real in Madrid sowie 2010 am Londoner Royal Opera House, bei den Münchner Opernfestspielen und an der Wiener Staatsoper. Zu seinem Opernrepertoire zählen weiters Graf Almaviva in Le nozze di Figaro, Amfortas in Parsifal, Georgio Germont in La traviata, Marquis von Posa in Don Carlos sowie die Titelrollen in Wozzeck und Simon Boccanegra. Große Beachtung fand seine Darstellung der Titelfigur in Aribert Reinmanns Lear am Nationaltheater im Jahr 2021.

### Lehrtätigkeit
Gerhaher unterrichtet regelmäßig in Meisterklassen, zum Beispiel an der Royal Academy of Music in London, der New Yorker Juilliard School, der Yale University und beim Aldeburgh Festival. Von 2004 bis 2007 war er Professor für Gesang an der Musikhochschule München und lehrt dort seit März 2022 als Professor für Liedgestaltung.

### Mitgliedschaften und Ehrenamt
Gerhaher ist Mitglied der Akademie der Künste Berlin und der Bayerischen Akademie der Schönen Künste. Er ist Schirmherr des HIDALGO Festivals in München.

## Tonaufnahmen
Gerhaher ist Exklusiv-Künstler bei Sony Music (vor August 2008 RCA Red Seal). Seine Debüt-CD bei diesem Label enthält Robert Schumanns Dichterliebe und ausgewählte Lieder. 2005 erschien Mendelssohns Elias mit dem Gewandhausorchester Leipzig unter Herbert Blomstedt und 2006 kam dann seine CD mit gemischten Schubert-Liedern unter dem Titel Abendbilder auf den Markt. Auch alle seine früheren CDs sind bei BMG-Labels erschienen: Bei Arte Nova liegen sämtliche Schubert-Zyklen als CD-Box vor. Weitere Aufnahmen bei diesem Label enthalten Brahms’ Vier ernste Gesänge und Frank Martins Jedermann-Monologe sowie Mahlers Kindertotenlieder und Lieder eines fahrenden Gesellen. Für die Deutsche Harmonia Mundi spielte Christian Gerhaher Haydns Schöpfung sowie Orlando paladino unter der Leitung von Nikolaus Harnoncourt ein, mit dem auch Aufnahmen von Bachs Weihnachtsoratorium, Die Jahreszeiten von Haydn (beides Deutsche Harmonia Mundi) sowie Schumanns Das Paradies und die Peri bei RCA Red Seal erschienen sind. Bei der Deutschen Grammophon ist im August 2007 eine Duo-CD mit Anne Sofie von Otter mit Musik erschienen, die im KZ Theresienstadt geschrieben wurde. Unitel veröffentlichte Ein deutsches Requiem von Johannes Brahms mit den Münchner Philharmonikern unter Christian Thielemann als DVD. Im März 2008 erschien eine weitere Lied-CD mit Schumann-Vertonungen unter dem Titel Melancholie. Im September desselben Jahres veröffentlichte Hänssler Benjamin Brittens War Requiem unter Leitung von Helmuth Rilling, mit Annette Dasch, James Taylor und Christian Gerhaher. 2009 wurden Einspielungen von Haydns Jahreszeiten unter der Leitung von Nikolaus Harnoncourt und im April von Mahlers Das Lied von der Erde mit Kent Nagano vorgelegt. Im Oktober 2013 sang Gerhaher im Wiener Konzerthaus in Wien den für ihn von Jörg Widmann komponierten Liederzyklus Das heiße Herz zum ersten Mal. 2021 wurde ein Album mit sämtlichen Liedern von Robert Schumann veröffentlicht.

### Diskografie (Auswahl)
- Bach: Weihnachtsoratorium, BWV 248, Concentus Musicus Wien; Arnold Schoenberg Chor, Dirigent: Nikolaus Harnoncourt (deutsche harmonia mundi; 2007)
- Bach: h-moll Messe, BWV 232, Gächinger Kantorei, Bach-Collegium Stuttgart, Dirigent: Helmuth Rilling (hänssler classic; 2007)
- Brahms: Vier ernste Gesänge, op. 121, Schubert: Gesänge des Harfners, op. 12, D 478 und gemischte Lieder, Martin: Sechs Monologe aus Jedermann, Gemischte Lied-CD, Klavier: Gerold Huber (Arte Nova; 2002)
- Britten: War Requiem, op. 66, Dirigent: Helmuth Rilling (hänssler classic; 2008)
- Britten: War Requiem, op. 66, BBC Scottish Symphony Orchestra, Dirigent: Garry Walker (BBC Music; 2012)
- Britten: War Requiem, op. 66, Symphonieorchester des Bayerischen Rundfunks, Dirigent: Mariss Jansons (BR-Klassik; 2013)
- Ferne Geliebte, Lieder von Ludwig van Beethoven, Joseph Haydn, Alban Berg und Arnold Schönberg, Klavier: Gerold Huber (Sony Classical; 2012)
- FolksLied, Lieder von Beethoven, Britten und Haydn, Gerold Huber: Klavier, Anton Barachovsky: Violine, Sebastian Klinger: Violoncello (BRmedia; 2016)
- Hartmann: Des Simplicius Simplicissimus Jugend, Münchner Rundfunkorchester, Dirigent: Ulf Schirmer (BRW; 2009)
- Haydn: Die Schöpfung, Concentus Musicus Wien, Arnold Schoenberg Chor, Dorothea Röschmann, Michael Schade, Christian Gerhaher, Dirigent: Nikolaus Harnoncourt (deutsche harmonia mundi; 2004)
- Haydn: Orlando paladino, Partie: Rodomonte, Concentus musicus, Dirigent: Nikolaus Harnoncourt (deutsche harmonia mundi; 2006)
- Haydn: Die Jahreszeiten, Concentus Musicus Wien, Arnold Schoenberg Chor (Einstud. Erwin Ortner), Genia Kühmeier, Werner Güra, Christian Gerhaher, Dirigent: Nikolaus Harnoncourt, (deutsche harmonia mundi; 2009)
- Mahler: Kindertotenlieder, Klavier: Gerold Huber, Lieder eines fahrenden Gesellen, Hyperion Ensemble (Arte Nova; 2003)
- Mahler: Das Lied von der Erde, Orchestre symphonique de Montréal, Klaus Florian Vogt, Christian Gerhaher, Dirigent: Kent Nagano (Sony Music, April 2009)
- Mahler: Lieder, Klavier: Gerold Huber (Sony Music, Oktober 2009)
- Mahler: Des Knaben Wunderhorn, The Cleveland Orchestra, Dirigent: Pierre Boulez (Deutsche Grammophon, September 2010)
- Mahler: Lieder eines fahrenden Gesellen, Kindertotenlieder, Rückert-Lieder, Orchestre Symphonique de Montréal, Dirigent: Kent Nagano (Sony Classical, August 2013)
- Mendelssohn: Elias, op. 70, Gewandhausorchester, Dirigent: Herbert Blomstedt (RCA Red Seal, 2005)
- Mendelssohn: Heimkehr aus der Fremde, RSO Stuttgart des SWR, Dirigent: Helmuth Rilling (hänssler classic, 2006)
- Mozart: Arias, Freiburger Barockorchester, Dirigent: Gottfried von der Goltz (Sony Classical, September 2015)
- Orff: Carmina Burana, Berliner Philharmoniker, Dirigent: Simon Rattle (EMI, 2005)
- Orff: Carmina Burana, Symphonieorchester des Bayerischen Rundfunks, Dirigent: Daniel Harding (Deutsche Grammophon; 2010)
- Romantische Arien, Opernarien aus Werken von Schubert, Schumann, Wagner, Weber und Nicolai, Symphonieorchester des Bayerischen Rundfunks, Dirigent: Daniel Harding, Maximilian Schmitt, Tenor (Sony Classical; 2012)
- Schoeck: Notturno, Rosamunde Quartett (ECM 2061; 2009)
- Schoeck: Elegie, Kammerorchester Basel, Dirigent: Heinz Holliger, (Sony Classical, 2022)
- Schubert: Die schöne Müllerin, Klavier: Gerold Huber (Arte Nova und RCA Red Seal)
- Schubert: Winterreise, Klavier: Gerold Huber (Arte Nova und RCA Red Seal)
- Schubert: Schwanengesang und gemischte Lieder, Klavier: Gerold Huber (Arte Nova)
- Schubert: Die schöne Müllerin, Winterreise, Schwanengesang, Gesänge des Harfners, Klavier: Gerold Huber (Arte Nova)
- Schubert: Abendbilder (gemischte Lieder), Klavier: Gerold Huber (RCA Red Seal; 2006)
- Schubert: Nachtviolen (gemischte Lieder), Klavier: Gerold Huber (Sony Classical; 2014)
- Schumann: Dichterliebe und gemischte Lieder, Klavier: Gerold Huber (RCA Red Seal; 2004)
- Schumann: Melancholie – Liederkreis op. 39 und gemischte Lieder, Klavier: Gerold Huber (RCA Red Seal; 2008)
- Schumann: Das Paradies und die Peri, op. 50, Symphonieorchester des Bayerischen Rundfunks, Dirigent: Nikolaus Harnoncourt (RCA Red Seal; 2008)
- Schumann: Szenen aus Goethes Faust, Concertgebouw-Orchester, Dirigent: Nikolaus Harnoncourt, CD bei RCO live (2009)
- Schumann: Szenen aus Goethes Faust, Chor und Symphonieorchester des Bayerischen Rundfunks, Dirigent: Daniel Harding (BR-Klassik; 2014)
- Schumann: Alle Lieder. Mit Gerold Huber, Klavier (Sony Classical; 2021)
- Terezín | Theresienstadt, Duo-Platte mit Anne Sofie von Otter, Lieder von Victor Ullmann u. a. (Deutsche Grammophon; 2007)
- Weber: Der Freischütz, Partien: Kilian, Ottokar, Dirigent: Bruno Weil (deutsche harmonia mundi; 2001)
- Wolf: Italienisches Liederbuch, mit Mojca Erdmann, Sopran, Gerold Huber, Klavier (RCA Red Seal; 2011)

### DVD
- Brahms: Ein deutsches Requiem, Münchner Philharmoniker, Dirigent: Christian Thielemann (Unitel Classica; 2007)
- Mozart: Die Zauberflöte, Wiener Philharmoniker, Konzertvereinigung Wiener Staatsopernchor, Dirigent: Riccardo Muti (Decca, DVD 2006)
- Bach: Matthäus-Passion, BWV 244, Berliner Philharmoniker, Dirigent: Simon Rattle (Berlin Phil Media GmbH; 2014)
- Bach: Johannes-Passion, BWV 245, Berliner Philharmoniker, Dirigent: Simon Rattle (Berlin Phil Media GmbH; 2014)

## Auszeichnungen

### Ehrungen
- 2012: Preis der Bayerischen Landesstiftung im Bereich Kultur für das Liedduo Christian Gerhaher und Gerold Huber
- 2014: Bayerischer Maximiliansorden für Wissenschaft und Kunst
- 2015: Ernennung zum Bayerischen Kammersänger[6]
- 2017: Bayerischer Staatspreis für Musik, Professionelles Musizieren
- 2022: Hugo-Wolf-Medaille[19]
- 2023: Ehrendoktorwürde der Philosophischen Fakultät der Universität Zürich[20]
- 2024: Ordentliches Mitglied der Akademie der Wissenschaften und der Literatur, Klasse der Literatur und der Musik[21]

### Musikpreise
- 1998: Prix International Pro Musicis in Paris/New York[22]
- 2002: Echo Klassik für seine Aufnahme der Winterreise von Franz Schubert[23]
- 2004: Echo Klassik für Die Schöne Müllerin von Franz Schubert[23]
- 2005: Preis der deutschen Schallplattenkritik, Kategorie Lied, für Robert Schumann: Dichterliebe op. 48, Lieder op. 90 u. a.
- 2005: Preis der deutschen Schallplattenkritik, Kategorie Musiktheater, für Carl Orff: Carmina Burana mit dem Rundfunkchor Berlin, den Berliner Philharmonikern, Ltg. Simon Rattle
- 2006: Preis der deutschen Schallplattenkritik, Kategorie Lied und Vokalrezital, für Franz Schubert: Abendbilder
- 2006: NDR Musikpreis[24]
- 2006: Gramophone Award für sein Schubert-Album Abendbilder[25]
- 2009: BBC Music Magazine Award (Vocal Winner) für das Schumann-Album Melancholie
- 2009: Echo Klassik, Kategorie „Sänger des Jahres“
- 2009: Rheingau Musikpreis
- 2010: MIDEM Classical Award als Sänger des Jahres
- 2010: Edison Award 2010, Kategorie: „Solozang“ für die CD Gustav Mahler, Lieder
- 2010: Preis der deutschen Schallplattenkritik für die CD Gustav Mahler, Lieder
- 2010: Kritikerumfrage der Opernwelt: Sänger des Jahres
- 2011: International Classical Music Award, Kategorie: Vocal recital, für die CD Gustav Mahler, Lieder
- 2011: Olivier Award, Kategorie: Outstanding Achievement in Opera, für die Rolle des Wolfram von Eschenbach in Wagners Tannhäuser am Royal Opera House London
- 2011: Preis der Gesellschaft zur Förderung der Münchner Opernfestspiele, für das Festspiel-Tannhäuser-Debüt am Nationaltheater München
- 2013: Deutscher Theaterpreis Der Faust, in der Kategorie Sängerdarsteller Musiktheater für die Darstellung des Pelléas in „Pelléas et Mélisande“, Oper Frankfurt
- 2014: Preis der deutschen Schallplattenkritik, Nachtigall 2014 für besondere Leistungen
- 2015: Royal Philharmonic Society Music Award Kategorie: Sänger
- 2015: Gramophone Award für sein Schubert-Album Nachtviolen
- 2015: International Opera Award
- 2016: Musikpreis des Heidelberger Frühling
- 2016: Kritikerumfrage der Opernwelt: Sänger des Jahres[26]
- 2022: Opus Klassik, Kategorie „Solistische Einspielung Gesang“ für Robert Schumann: Alle Lieder[27]
- 2023: Robert-Schumann-Preis[28]

## Buchveröffentlichungen
- „Halb Worte sind’s, halb Melodie“. Gespräche mit Vera Baur. Henschel Verlag, Berlin 2015, ISBN 3-89487-942-4.
- Lyrisches Tagebuch. Lieder von Franz Schubert bis Wolfgang Rihm. C. H. Beck, München 2022, ISBN 978-3-406-78423-1. Rezensionen[29][30]

## Film
- Der Sänger Christian Gerhaher. Film von Eckhart Querner, Bayerischer Rundfunk 2014.